# Good! Afternoon
good! Afternoon (good! アフタヌーン, Guddo! Afutanūn) é uma revista de mangá seinen publicada pela Kodansha. Inicialmente as edições da good! Afternoon eram publicadas bimestralmente, a partir da 25ª edição a revista passou a ser publicada mensalmente. Cada edição da revista contém cerca de 800 páginas com histórias de diversos autores. 

## Séries atuais
| Título da série                                            | Autor             | Início            |
| ---------------------------------------------------------- | ----------------- | ----------------- |
| Ajin (亜人)                                                | Miura Tsuina      | Março de 2012     |
| Akai Sora Shiroi Umi (赤い空 白い海)                       | Nonaka Eiji       | Novembro de 2008  |
| Amaama to Inazuma (甘々と稲妻)                             | Amagakure Gido    | Fevereiro de 2013 |
| Biblia Koshodou no Jiken Techou (ビブリア古書堂の事件手帖) | Mikami En         | Julho de 2012     |
| Grand Blue (ぐらんぶる)                                    | Inoue Kenji       | Abril de 2014     |
| Hanebado! (はねバド!)                                      | Hamada Kousuke    | Junho de 2013     |
| Hyoujou no Crown (氷上のクラウン)                          | Tayama Midori     | Março de 2015     |
| Jigokudou Reikai Tsuushin (地獄堂霊界通信)                 | Kouzuki Hinowa    | Novembro de 2008  |
| Kaidan Is Dead (怪談イズデッド)                            | Iijima Shingou    | Janeiro de 2013   |
| Kuutei Dragons (空挺ドラゴンズ)                            | Kuwabara Taku     | Junho de 2016     |
| Kyo Musume (巨娘)                                          | Kimura Kon        | Setembro de 2004  |
| Noboru Kotera-san (のぼる小寺さん)                         | Coffee            | Janeiro de 2015   |
| Occultic;Nine (Occultic;Nine)                              | Shikura Chiyomaru | Outubro de 2015   |
| Rocket☆Starter (ロケットスターター)                        | Miyama Waka       | Janeiro de 2009   |
| U12 (U12)                                                  | Wakamiya Hiroaki  | Abril de 2015     |
| Vulgar Bingo (ヴァルガビンゴ)                              | Agagaya Peramo    | Julho de 2016     |
| Witch Craft Works (ウィッチクラフトワークス)               | Mizunagi Ryuu     | Março de 2010     |

## Séries finalizadas
- Aku no Kyouten
- Billionaire Girl
- Bouryoku Tantei
- Demon 72
- Enban Maze
- Halcyon Lunch
- Ima Doki
- Jiraishin Diablo
- Junketsu no Maria
- Junketsu no Maria: Exhibition
- Juuou Mujin no Fafnir
- K: Stray Dog Story
- Koharu no Hibi
- Kyoumen no Silhouette
- Kyuusen no Shima
- Love Plus: Kanojo no Kako
- Miss Monochrome: Motto Challenge
- Mushishi Gaitanshuu
- Nanika Mochigattemasu ka
- Natsu no Zenjitsu
- Outbreak Company: Moeru Shinryakusha
- Paradise Residence 0
- Sayabito: Sword of Destiny
- Shuukyuu Shoujo
- Teppuu
- Tokkabu: Tokubetsu Kagai Katsudou-bu
- Tsurutsuru to Zarazara no Aida
- Yamato Monogatari